# 圣西尔克马德隆
圣西尔克马德隆（法語：Saint-Cirq-Madelon，法語發音：[sɛ̃ siʁk madlɔ̃]）是法国洛特省的一个市镇，位于该省西北部，和多尔多涅省接壤，属于古尔东区。

## 地理
圣西尔克马德隆（44°47'29"N, 1°18'51"E）面积7.49 平方千米，位于法国奧克西塔尼大區洛特省，该省份为法国西南部内陆省份，北起顺时针与科雷兹省、康塔爾省、阿韦龙省、塔恩-加龙省、洛特-加龍省和多尔多涅省接壤。
与圣西尔克马德隆接壤的市镇（或旧市镇、城区）包括：韦里尼亚克、格罗莱雅克、纳比拉、米亚克、派里尼亚克。

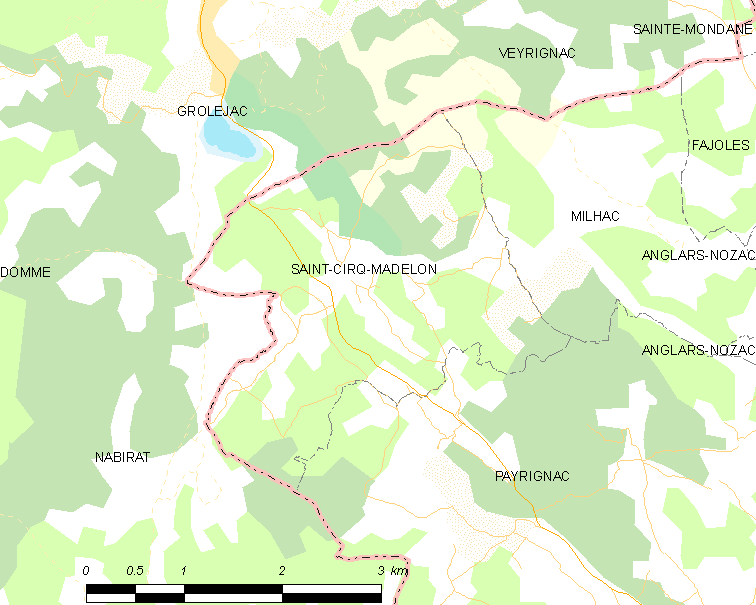
圣西尔克马德隆的OSM定位图

圣西尔克马德隆的时区为UTC+01:00、UTC+02:00（夏令时）。

## 行政
圣西尔克马德隆的邮政编码为46300，INSEE市镇编码为46257。

## 政治
圣西尔克马德隆所属的省级选区为古尔东县。

## 人口

1962-2008年间圣西尔克马德隆人口变化图示

圣西尔克马德隆于2022年1月1日时的人口数量为154人。